# 윤정원
윤정원(尹貞媛, 1883~ ?)은 조선 말기의 독립운동가이자 여성 교육자이다. 본관은 파평 윤씨, 호는 람휘(覽輝)이다.

## 생애
윤정원은 지금의 서울특별시 종로구 창신동에서 대한자강회 부회장을 지낸 부친 운정(雲庭) 윤효정(尹孝定)의 장녀로 태어났다. 그는 신여성으로서 성장하길 바라는 부친의 권유로 1898년 일본 유학을 떠나 메이지여학교와 도쿄음악대학에서 영어와 음악을 공부했다. 또한, 당시 부친의 후원으로 유럽에 유학, 벨기에를 출발점으로 해서 영국, 프랑스, 독일 등에서 공부했다.
이후 1908년 관립 한성고등여학교가 설립된 후 그녀를 서주임관으로 초빙하여 임용, 교수로 초빙되어 최초의 우리나라 관보 사령의 여성교사로 봉직하였다. 이후 대궐에서 한성고녀 운동회를 하고 한편으로는 왕실 황후의 가정교사로 활동하였다.
1909년 4월 28일 당시에 서궐(西闕: 경희궁)에서 거행된 '여성 유학생 환영회'에 당시 고종황제 로부터 우리나라 최초의 여성 유학생을 축하하는 자리에서 정원은 은장을 훈장으로 수상하는 영광을 누리고 그 역사를 관하건대 조선 오백여년 부인계에서 외국에 유학하여 문명한 지식으로 여자를 교육함은 초유한 미사(美事)라 여자 학업이 종차(從此) 발달됨은 가히 장대(壯大)한 일이어라. ('황성신문' 1909.5.5.)
이후 1910년 한성고녀가 일본의 식민지화로 전락,학교의 주도권이 조선총독부로 넘어가 교명도 ‘경성여자고등보통학교’로 변경되어 교육의 뜻을 잃어 1년 반의 교편을 내려놓고 중국 북경으로 망명의 길을 떠나고 부군 최석하도 이회영,이시영 등과 함께 독립운동의 전초지로 서간도를 향해 떠나게 되었다. 당시 북경에서 독립운동을 하는 사람중에 윤정원의 신세를 지지않은 사람이 없었다는 소문이 들 정도로 음악과 외국어 교습을 하며 궁색치 않게 지냈으며 1926년 북경에서 결성된 한국독립유일당북경촉성회에 윤국초(가명)로 참여, 독립운동을 계속하였다.

## 가족관계
부군은 최석하(崔錫夏)이며, 슬하에 1남 량(亮)과 1녀를 두었으나 1910년 중국 북경으로 망명 후 부군 최석하는 1912년 서간도에서 병사하였고, 그녀와 가족은 연락이 끊겨 생사불명으로 기록되었다.

## 논문
본국 제형제에게(本國 諸兄弟에게), 공경의 정신(恭敬의 精神), 헌신적 정신(獻身的 精神) 태극학보 제2, 4, 7호

## 참고 문헌
- 홍양희 (2017년 7월 24일). “[한국여성인물사전] 160. 윤정원(尹貞媛)”. 이투데이. 2020년 4월 20일에 확인함.
- 김경일 (2019년 4월 23일). “한성고등여학교 교수 서임…창덕궁서 운동회도”. 한국교육신문. 2020년 4월 20일에 확인함.[깨진 링크(과거 내용 찾기)]
- 한국근현대사학회
- 태극학보